# Opération Delta Force
Série
Opération Delta Force 2
(1997)
Pour plus de détails, voir Fiche technique et Distribution.
Opération Delta Force (Operation Delta Force) est un vidéofilm américain tournée en Afrique du Sud en 1997. C'est le premier de la saga Opération Delta Force.

## Synopsis
Fin des années 1990,  en Afrique du Sud, une équipe de la  Delta Force est envoyée en mission  pour combattre de dangereux extrémistes Afrikaners en possession d'un virus mortel.

## Fiche technique
- Titre : Operation Delta Force
- Réalisation : Sam Firstenberg
- Scénario : Danny Lerner, Trevor Short et David Sparling
- Musique : Serge Colbert
- Photographie : Yossi Wein
- Montage : Henry Richardson et Omer Tal
- Production : Danny Lerner
- Société de production : Millennium Films et Mondofin
- Pays :  États-Unis,  Pays-Bas et  Afrique du Sud
- Genre : Action et thriller
- Durée : 93 minutes
- Dates de sortie : 
  -  Hongrie : 23 avril 1997

## Distribution
- Ernie Hudson : major Tipton
- Jeff Fahey : capitaine Lang
- Rob Sterwart : Sparks
- Frank Zagarino : McKinney
- Joe Lara : Johan Nash
- Todd Jensen : Hutch
- Natasha Sutherland : Lt. Marie Junger
- Gideon Emery : Bowers
- Tshepo Nzimande : Dibiase
- Jacques Gombault : Piet
- Frantz Dobrowsky : Dr. Wendell Brenner
- Chris Buchanan : Kalla
- Hal Orlandini : Rooney
- Paul Ditchfield : Dr. Wells
- Avi Shafria : Rawlings
- Dan Robbertse : Pretorius
- Adrian Waldron : Jack Rilke
- Michael Brunner : capitaine Gibbs
- Michael McGovern : Pat Sunland
- Mark Mulder : lieutenant
- Sparky Van Dyk : Gert
- Eugene Snyman : Dobbins
- Douglas Bristow : géneral West
- Dirk Stoltz : Frik
- Sydney Chama : Banda
- Tim Mahoney : enseigne